# Ngọk Réo
Ngọk Réo là một xã thuộc huyện Đăk Hà, tỉnh Kon Tum, Việt Nam.
Xã Ngọk Réo có diện tích 107,59 km², dân số năm 2019 là 4.610 người, mật độ dân số đạt 43 người/km².

## Lịch sử
Ngày 17 tháng 8 năm 1981, Hội đồng Bộ trưởng ban hành quyết định 30-HĐBT về việc thành lập xã Ngọk Réo trên cơ sở một phần diện tích và dân số của xã Đắk Cấm.